# Kosovaars-Surinaamse betrekkingen
Kosovaars-Surinaamse betrekkingen zijn de huidige en historische betrekkingen tussen Kosovo en Suriname. 
Kosovo riep op 17 februari 2008 de onafhankelijkheid uit van Servië. Servië erkent Kosovo niet als onafhankelijk land.
Op 14 augustus 2012 besloot de Surinaamse regering om de paspoorten van Kosovo te erkennen.

## Wisselende standpunten over Kosovo
Suriname ging in op 8 juli 2016 als 112e land over tot erkenning van Kosovo als onafhankelijke staat. De brief was geschreven door minister Niermala Badrising van Buitenlandse Zaken aan haar Kosovaarse ambtsgenoot Enver Hoxhaj.
In oktober 2017 was er meermaals intensief contact met Rusland, een nauwe vriend van Servië, waaronder rond 5 oktober met de ontvangst van een Russische delegatie om de onderlinge banden te versterken en vanaf 28 oktober met een driedaags bezoek van een Surinaamse delegatie onder leiding van Baldrisings opvolger Yldiz Pollack-Beighle aan Rusland. Tijdens haar bezoek had ze onder meer een gesprek met haar ambtsgenoot Sergej Lavrov.
Terwijl in Moskou het Surinaamse bezoek net was geëindigd, maakte de Servische minister van Buitenlandse Zaken en vicepremier, Ivica Dačić, een document wereldkundig van Surinames permanente vertegenwoordiger bij de Verenigde Naties, Henry Mac Donald, met de verklaring dat Suriname de erkenning van Kosovo had ingetrokken. Dačić vertelde dat Suriname dit besluit op 27 oktober had genomen en op 30 oktober via een diplomatieke nota aan het ministerie van Buitenlandse Zaken van Kosovo kenbaar had gemaakt. Volgens Suriname zou het met dit besluit hebben willen voorkomen zich te mengen in buitenlandse aangelegenheden. Bij de beslissing was president Desi Bouterse betrokken geweest. De Surinaamse regering kreeg veel kritiek en vragen van de oppositie in De Nationale Assemblée, zoals van Chan Santokhi (VHP) en Carl Breeveld (DOE).
De Kosovaarse regering bracht daarop een verklaring naar buiten waarin ze stelde dat een erkenning volgens internationaal recht naderhand niet meer ingetrokken kon worden. Ze stelde dat alleen bevriezing van de relaties of het stoppen van diplomatieke medewerking tot de mogelijkheden zouden behoren. Volgens Aashna Kanhai, een internationaal juriste en op dat moment nog ambassadrice in India, zou er in een beperkt aantal gevallen terugtrekking (niet intrekking) mogelijk zijn, zoals bij de bedreiging van de internationale vrede en veiligheid. Ze stelde echter ook dat er tussen Suriname en Kosovo van een dergelijke situatie geen sprake was.
Tijdens een bezoek van minister en vicepremier Ivica Daĉić van Servié aan Suriname in februari 2018 werden meerdere samenwerkingsovereenkomsten getekend. President Aleksandar Vučić van Servië betuigde in 2023 dat de intrekking belangrijk was geweest voor zijn land, omdat Suriname een voorbeeld was geweest voor landen die volgden.